# Yellowjacks
Die Yellowjacks waren ein Kunstflugteam der Royal Air Force. Die Yellowjacks flogen gelb lackierte Folland Gnat.

## Geschichte
Das Team wurde informell im Sommer 1963 bei der No. 4 Flying Training School auf der RAF Basis Valley von einer Gruppe von Fluglehrern, die von Flight Lieutenant Lee Jones geführt wurden, aufgestellt. Die zweisitzige Folland Gnat T.1 war erst seit Februar 1963 in Dienst auf der RAF Basis Valley. Die ersten 20 Flugschüler hatten, nachdem sie ihre „Schwingen“ vom RAF College Cranwell verliehen bekommen hatten, ihre Weiterbildung auf der Folland Gnat gestartet. Ausbilder und Flugschüler liebten dieses Flugzeug wegen seiner geringen Größe, seines sensiblen Handlings und der hohen Wendigkeit.
Der Name des Teams wurde vom Rufzeichen des Teamleaders abgeleitet. Der gewählte Name wurde jedoch durch die Vorgesetzten, die das Konzept einer Folland-Gnat-Kunstflugstaffel durchweg als attraktiv anerkannten, abgelehnt. Sogar der Name „Daffodil Patrol“ soll einmal vorgeschlagen worden sein. Sie hielten auch die gelbe Farbe der Flugzeuge für unpassend. So wurde schließlich entschieden, dass ein so unorthodoxes und eigenständiges Team einen für die Öffentlichkeit und die Medien markanteren Namen braucht. Daher wurde das Team offiziell reformiert und im Jahr 1965 zu den Red Arrows umgewandelt. Die Red Arrows nutzten die Folland Gnat bis 1979, als diese für die Saison 1980 von der British Aerospace Hawk abgelöst wurde.